# Zoltán Adamik
Zoltán Adamik (Hungría, 20 de octubre de 1928-7 de noviembre de 1992) fue un atleta húngaro especializado en la prueba de 400 m, en la que consiguió ser medallista de bronce europeo en 1954.

## Carrera deportiva
En el Campeonato Europeo de Atletismo de 1954 disputado en la ciudad suiza de Berna, ganó la medalla de bronce en los 400 metros, llegando a meta en un tiempo de 47.6 segundos, tras el soviético Ardalion Ignatyev (oro con 46.6 segundos que fue récord de los campeonatos) y del finlandés Voitto Hellstén (plata con 47 segundos).